# Mo-šan
Mo-šan (čínsky pchin-jinem Mòshān, znaky 磨山; česky Hora mlýnského kamene), dříve Mo-er-šan (čínsky pchin-jinem Mòérshān, znaky 磨儿山) nebo Lung-šan (čínsky pchin-jinem Lóngshān, znaky 龙山; česky Dračí hora) je hora značného historického a kulturního významu a turistická atrakce Číny typu AAAAA v okrese Hongshan, Wuhan, provincii Chu-pej. Leží na jižním břehu Východního jezera ve středočínském městě Wu-chan.

## Etymologie
Šan je čínsky hora, mo v Mo-šan označuje mlýnský kámen (čínsky 石磨). Hora vděčí za svůj název skutečnosti, že je kulatá jako mlýnský kámen.

## Dějiny
Před několika stovkami let byla na hoře Mo, tehdy známé jako Dračí hora, stál chrám Fa-chua. V chrámu žilo několik stovek mnichů. Kvůli šíření nemocí komáry byli nakonec opuštěn. Po návštěvě generála Ču Te na jaře roku 1954 byl na hoře Mo na památku jeho návštěvy postaven pavilon s nápisem „东湖暂让西湖好，今后将比西湖强“ což znamená: Východní jezero zatím není tak dobré jako Západní jezero, ale bude silnější než Západní jezero.
Při neobvyklé události 22. června 1999 v 19:35 bylo sedm set stromů na hoře Mo sraženo větrem vanoucím z Východního jezera. Spekulovalo se, že událost byla výsledkem aktivity UFO.
V roce 2004 byla komunita Mo-šan (磨山社区) převedena z okrsku Kuan-šan do okrsku Vyhlídky Východního jezera.

## Malebná oblast
Hora Mo je malebná přírodní krajina a je v ní je zachováno mnoho budov, které odrážejí kulturu království Čchu, souhrnně označovaných za „město Čchu“ (楚城). Architektura města Čchu napodobuje starověké čchuské hlavní město Jing. Městská brána je 23,4 metrů vysoká a 105 metrů dlouhá. Strážní věž je vysoká 12,4 metrů a městské hradby 11 metrů.
Hora Mo zahrnuje park Třešňových květů Východního jezera a park Švestkových květů, který byl v roce 1992 začleněn do Čínského výzkumného centra švestkových květů.